# Щурият Бутовски
„Щурият Бутовски“ (на английски: Kick Buttowski: Suburban Daredevil) е американски анимационен сериал, създаден то Сандро Корсаро и е продуциран от Disney Television Animation.
Премиерата на сериала е излъчена на 13 февруари 2010 г. по Disney XD и приключва на 2 декември 2012 г. след два сезона.

## Актьорски състав
- Чарли Шлатер – Кик
- Мат Джоунс – Гънтър
- Дани Кукси – Брад
- Джон Димаджо – Господин Викъл
- Браян Степанек – Харолд Бутовски, бащата на Брад, Кик и Браяна.
- Кари Уолгрън – Хъни Бутовски, майката на Брад, Кик и Браяна.
- Ерик Крисчън Олсън – Уейд
- Джеф Бенет – Били Стъмпс
- Грег Сайпс – Хорас
- Харланд Уилямс – Пантси
- Грей Делайл – Браяна Бутовски, малката сестра на Брад и Кук
- Джесика Дичико – Пенелъпи
- Сюзън Блейксли – Библиотекарката
- Браян Дойл Мъри – Клиент
- Джес Харнел – Коментатор
- Минди Стърлинг – мис Чикарели
- Кланси Браун – бащата на Гънтър
- Ейприл Уинчъл – майката на Гънтър
- Мария Бамфорд – Джаки
- Вероника Картрайт – мис Доминик
- Емили Осмънт – Кендъл
- Карлос Алазараки – Санчез
- Карл Фаруоло – Питърсън
- Ричард Стивън Хоровиц – Маут
- Кевин Майкъл Ричардсън – Рок Калахън
- Дани Джейкъбс – Муг
- Роз Райън – г-жа Фицпатрик
- Джеймс Арнолд Тейлър – Джок Уайлър
- Адам Карола – Едноокиият Джаксън
- Саймън Хелбърг – Роналдо
- Джефри Тамбор – Шефът
- Том Кени – Кайл
- Браян Ванхолт – Бум МакКондор
- Алиса Милано – Скарлет
- Фред Таташор – Чистачът
- Тифани Торнтън – Тийна
- Хенри Уинклър – Директорът

## В България
В България сериалът започва излъчване през ноември 2010 г. по локалната версия на Дисни Ченъл.

### Нахсинхронен дублаж
| Роля         | Изпълнител       |
| ------------ | ---------------- |
| Кик          | Иван Петков      |
| Гънтър       | Петър Бонев      |
| Брад         | Живко Джуранов   |
| Хъни         | Петя Абаджиева   |
| Харолд       | Светломир Радев  |
| Били Стъмпс  | Стоян Цветков    |
| Уейд         | Георги Стоянов   |
| Г-жо Доминик | Василка Сугарева |

| Обработка              | Александра Аудио                          |
| ---------------------- | ----------------------------------------- |
| Изпълнителен продуцент | Васил Новаков                             |
| Преводачи              | Десислава Петкова Анелия Добрева          |
| Тонрежисьори           | Пламен Пенев Пламен Чернев Ангел Топорчев |
| Режисьор на дублажа    | Десислава Софранова                       |